# Élections législatives de 1906 en Vaucluse
Les élections législatives de 1906 ont eu lieu les 6 et 20 mai.

## Élus
|   | Circonscription | Député sortant     |  | Groupe parlementaire       | Député élu                 |  | Groupe parlementaire       |
| - | --------------- | ------------------ |  | -------------------------- | -------------------------- |  | -------------------------- |
| 1 | Apt             | Émile Abel-Bernard |  | Groupe radical-socialiste  | Émile Abel-Bernard         |  | Gauche radicale-socialiste |
| 2 | Avignon         | Gaston Coulondre   |  | Gauche radicale-socialiste | Gaston Coulondre           |  | Gauche radicale-socialiste |
| 3 | Carpentras      | Paul Vialis        |  | Gauche radicale-socialiste | Jean-Baptiste Saint-Martin |  | Gauche radicale-socialiste |
| 4 | Orange          | Marius Loque       |  | Gauche radicale            | Alexandre Blanc            |  | Socialiste unifiés         |

## Résultats à l'échelle du département
| Partis         | Partis                                         | Premier tour | Premier tour | Deuxième tour | Deuxième tour | Sièges |
| Partis         | Partis                                         | Voix         | %            | Voix          | %             | Sièges |
| -------------- | ---------------------------------------------- | ------------ | ------------ | ------------- | ------------- | ------ |
|                | Radicaux socialistes                           | 30 425       | 52,81        | 15 226        | 30,68         | 3      |
|                | Section française de l'Internationale ouvrière | 9 546        | 16,57        | 13 951        | 28,11         | 1      |
|                | Radicaux                                       | 8 860        | 15,38        | 9 225         | 18,59         | 0      |
|                | Action libérale populaire                      | 6 539        | 11,35        | 11 089        | 22,35         | 0      |
|                | Fédération républicaine                        | 2 001        | 3,47         |               |               | 0      |
|                | Divers                                         | 244          | 0,42         | 134           | 0,27          | 0      |
|                |                                                |              |              |               |               |        |
| Inscrits       | Inscrits                                       | 81 234       | 100,00       | 66 057        | 100,00        | 4      |
| Votants        | Votants                                        | 58 420       | 71,92        | 50 090        | 75,83         |        |
| Abstentions    | Abstentions                                    | 22 814       | 28,08        | 15 967        | 24,17         |        |
| Blancs et nuls | Blancs et nuls                                 | 805          | 1,38         | 465           | 0,93          |        |
| Exprimés       | Exprimés                                       | 57 615       | 98,62        | 49 625        | 99,07         |        |

## Résultats par arrondissement

### Arrondissement d'Apt
| Candidat       | Candidat           | Parti              | Premier tour | Premier tour |
| Candidat       | Candidat           | Parti              | Voix         | %            |
| -------------- | ------------------ | ------------------ | ------------ | ------------ |
|                | Émile Abel-Bernard | Radical socialiste | 5 830        | 51,94        |
|                | Georges Laguerre   | Radical socialiste | 3 180        | 28,33        |
|                | Valazer            | FR                 | 1 410        | 12,56        |
|                | Louis Roux         | SFIO               | 785          | 6,99         |
|                | Divers             | Divers             | 20           | 0,18         |
|                |                    |                    |              |              |
| Inscrits       | Inscrits           | Inscrits           | 15 177       | 100,00       |
| Votants        | Votants            | Votants            | 11 297       | 74,44        |
| Abstention     | Abstention         | Abstention         | 3 880        | 25,56        |
| Blancs et nuls | Blancs et nuls     | Blancs et nuls     | 72           | 0,64         |
| Exprimés       | Exprimés           | Exprimés           | 11 225       | 99,36        |

### Arrondissement d'Avignon
| Candidat       | Candidat                            | Parti              | Premier tour | Premier tour | Deuxième tour | Deuxième tour |
| Candidat       | Candidat                            | Parti              | Voix         | %            | Voix          | %             |
| -------------- | ----------------------------------- | ------------------ | ------------ | ------------ | ------------- | ------------- |
|                | Gaston Coulondre                    | Radical socialiste | 7 388        | 37,21        | 9 102         | 43,82         |
|                | Joseph-Gaston Pouquery de Boisserin | Radical            | 6 177        | 31,11        | 7 125         | 34,30         |
|                | Amic                                | ALP                | 4 948        | 24,92        | 4 500         | 21,66         |
|                | Sixte-Quentin                       | SFIO               | 1 283        | 6,46         | Retrait       | Retrait       |
|                | Divers                              | Divers             | 59           | 0,30         | 45            | 0,22          |
|                |                                     |                    |              |              |               |               |
| Inscrits       | Inscrits                            | Inscrits           | 27 414       | 100,00       | 27 414        | 100,00        |
| Votants        | Votants                             | Votants            | 20 021       | 73,03        | 20 913        | 76,29         |
| Abstention     | Abstention                          | Abstention         | 7 393        | 26,97        | 6 501         | 23,03         |
| Blancs et nuls | Blancs et nuls                      | Blancs et nuls     | 166          | 0,83         | 141           | 0,67          |
| Exprimés       | Exprimés                            | Exprimés           | 19 855       | 99,17        | 20 772        | 99,33         |

### Arrondissement de Carpentras
| Candidat       | Candidat                   | Parti              | Premier tour | Premier tour | Deuxième tour | Deuxième tour |
| Candidat       | Candidat                   | Parti              | Voix         | %            | Voix          | %             |
| -------------- | -------------------------- | ------------------ | ------------ | ------------ | ------------- | ------------- |
|                | Gabriel Bertrand           | SFIO               | 4 152        | 41,94        | 5 286         | 46,24         |
|                | Michel                     | Radical socialiste | 2 574        | 26,00        | Retrait       | Retrait       |
|                | Ignace                     | Radical socialiste | 2 205        | 22,27        | Retrait       | Retrait       |
|                | Jean-Baptiste Saint-Martin | Radical socialiste | 901          | 9,10         | 6 124         | 53,57         |
|                | Divers                     | Divers             | 68           | 0,69         | 22            | 0,19          |
|                |                            |                    |              |              |               |               |
| Inscrits       | Inscrits                   | Inscrits           | 16 426       | 100,00       | 16 426        | 100,00        |
| Votants        | Votants                    | Votants            | 10 335       | 62,92        | 11 539        | 70,25         |
| Abstention     | Abstention                 | Abstention         | 6 091        | 37,08        | 4 889         | 29,75         |
| Blancs et nuls | Blancs et nuls             | Blancs et nuls     | 435          | 4,21         | 107           | 0,93          |
| Exprimés       | Exprimés                   | Exprimés           | 9 900        | 95,79        | 11 432        | 98,07         |

### Arrondissement d'Orange
| Candidat       | Candidat        | Parti              | Premier tour | Premier tour | Deuxième tour | Deuxième tour |
| Candidat       | Candidat        | Parti              | Voix         | %            | Voix          | %             |
| -------------- | --------------- | ------------------ | ------------ | ------------ | ------------- | ------------- |
|                | Alexandre Blanc | SFIO               | 3 326        | 19,99        | 8 665         | 49,74         |
|                | Lacourt         | Radical socialiste | 3 230        | 19,42        | Retrait       | Retrait       |
|                | Marius Loque    | Radical            | 2 683        | 16,13        | 2 100         | 12,05         |
|                | Bourret         | Radical socialiste | 2 646        | 15,91        | Retrait       | Retrait       |
|                | Durand          | Radical socialiste | 2 471        | 14,85        | Retrait       | Retrait       |
|                | Signoret        | ALP                | 1 591        | 9,56         | Retrait       | Retrait       |
|                | Hector d'Agoult | FR                 | 591          | 3,55         | Retrait       | Retrait       |
|                | Ducos           | ALP                |              |              | 6 589         | 37,82         |
|                | Divers          | Divers             | 97           | 0,58         | 67            | 0,38          |
|                |                 |                    |              |              |               |               |
| Inscrits       | Inscrits        | Inscrits           | 22 217       | 100,00       | 22 217        | 100,00        |
| Votants        | Votants         | Votants            | 16 767       | 75,47        | 17 638        | 70,39         |
| Abstention     | Abstention      | Abstention         | 5 450        | 24,53        | 4 579         | 20,61         |
| Blancs et nuls | Blancs et nuls  | Blancs et nuls     | 132          | 0,79         | 217           | 1,23          |
| Exprimés       | Exprimés        | Exprimés           | 16 635       | 99,21        | 17 421        | 98,77         |